# Danh sách di sản văn hóa Tây Ban Nha được quan tâm ở hạt Val d'Aran (tỉnh Lérida)
Danh sách di sản văn hóa Tây Ban Nha được quan tâm ở hạt Val d'Aran (tỉnh Lérida).

## Di tích theo thành phố

### A

#### Naut Aran(Naut Aran)
| Tên                        | Dạng                               | Địa điểm          | Tọa độ                                        | Số hồ sơ tham khảo? | Ngày nhận danh hiệu? | Hình ảnh                                        |
| -------------------------- | ---------------------------------- | ----------------- | --------------------------------------------- | ------------------- | -------------------- | ----------------------------------------------- |
| Nhà Brastet                | Di tích Lâu đài                    | Alto Arán Unha    | 42°42′40″B 0°54′14″Đ / 42,711142°B 0,903783°Đ | RI-51-0006239       | 08-11-1988           | Casa Brastet · Upload image                     |
| Nhà Portolá                | Di tích                            | Alto Arán Arties  | 42°42′03″B 0°52′22″Đ / 42,700717°B 0,872909°Đ | RI-51-0006236       | 08-11-1988           | Casa de Portolá · Upload image                  |
| Lâu đài Arties             | Di tích Lâu đài                    | Alto Arán Arties  | 42°41′53″B 0°52′13″Đ / 42,698152°B 0,870195°Đ | RI-51-0006235       | 08-11-1988           | Castillo de Arties · Upload image               |
| Lâu đài Salardú            | Di tích Lâu đài                    | Alto Arán Salardú | 42°42′27″B 0°54′07″Đ / 42,707382°B 0,901894°Đ | RI-51-0006238       | 08-11-1988           | Upload image                                    |
| Nhà thờ Santa María Arties | Di tích Kiến trúc tôn giáo Nhà thờ | Alto Arán Arties  | 42°41′52″B 0°52′14″Đ / 42,697881°B 0,870661°Đ | RI-51-0004294       | 14-10-1978           | Iglesia de Santa María de Arties · Upload image |
| Tháp Rosá                  | Di tích Tháp                       | Alto Arán Gesa    | 42°42′20″B 0°53′24″Đ / 42,70555°B 0,89008°Đ   | RI-51-0006237       | 08-11-1988           | Upload image                                    |

### B

#### Bossòst(Bossòst)
| Tên              | Dạng            | Địa điểm | Tọa độ                                        | Số hồ sơ tham khảo? | Ngày nhận danh hiệu? | Hình ảnh     |
| ---------------- | --------------- | -------- | --------------------------------------------- | ------------------- | -------------------- | ------------ |
| Lâu đài Bosost   | Di tích Lâu đài | Bosost   | 42°47′25″B 0°41′30″Đ / 42,790228°B 0,691551°Đ | RI-51-0006285       | 08-11-1988           | Upload image |
| Lâu đài Casteret | Di tích Lâu đài | Bosost   | 42°47′57″B 0°42′16″Đ / 42,799237°B 0,704307°Đ | RI-51-0006286       | 08-11-1988           | Upload image |

### C

#### Canejan
| Tên                                 | Dạng            | Địa điểm | Tọa độ                                        | Số hồ sơ tham khảo? | Ngày nhận danh hiệu? | Hình ảnh     |
| ----------------------------------- | --------------- | -------- | --------------------------------------------- | ------------------- | -------------------- | ------------ |
| Nhà Sirat (Edificación fortificada) | Di tích Lâu đài | Canejan  | 42°50′18″B 0°44′18″Đ / 42,838217°B 0,738267°Đ | RI-51-0006293       | 08-11-1988           | Upload image |

### L

#### Es Bòrdes(Es Bòrdes)
| Tên          | Dạng            | Địa điểm   | Tọa độ                                        | Số hồ sơ tham khảo? | Ngày nhận danh hiệu? | Hình ảnh     |
| ------------ | --------------- | ---------- | --------------------------------------------- | ------------------- | -------------------- | ------------ |
| Lâu đài Lleó | Di tích Lâu đài | Las Bordas | 42°44′20″B 0°43′01″Đ / 42,738913°B 0,717051°Đ | RI-51-0006283       | 08-11-1988           | Upload image |

#### Les
| Tên         | Dạng            | Địa điểm | Tọa độ                                        | Số hồ sơ tham khảo? | Ngày nhận danh hiệu? | Hình ảnh                       |
| ----------- | --------------- | -------- | --------------------------------------------- | ------------------- | -------------------- | ------------------------------ |
| Baronía Les | Di tích         | Les      | 42°48′49″B 0°42′55″Đ / 42,813735°B 0,715306°Đ | RI-51-0006365       | 08-11-1988           | Upload image                   |
| Casteret    | Di tích         | Les      | 42°47′57″B 0°42′16″Đ / 42,799179°B 0,704437°Đ | RI-51-0006366       | 08-11-1988           | Upload image                   |
| Lâu đài Les | Di tích Lâu đài | Les      | 42°48′44″B 0°43′02″Đ / 42,812302°B 0,717309°Đ | RI-51-0006364       | 08-11-1988           | Castillo de Les · Upload image |

### V

#### Vielha e Mijaran(Vielha e Mijaran)
| Tên                    | Dạng    | Địa điểm                | Tọa độ                                        | Số hồ sơ tham khảo? | Ngày nhận danh hiệu? | Hình ảnh                                   |
| ---------------------- | ------- | ----------------------- | --------------------------------------------- | ------------------- | -------------------- | ------------------------------------------ |
| Tháp General Martignon | Di tích | Viella Mitg Arán Viella | 42°42′08″B 0°47′48″Đ / 42,702347°B 0,796621°Đ | RI-51-0006537       | 08-11-1988           | Torre del General Martignon · Upload image |